# Sfântul Ioachim

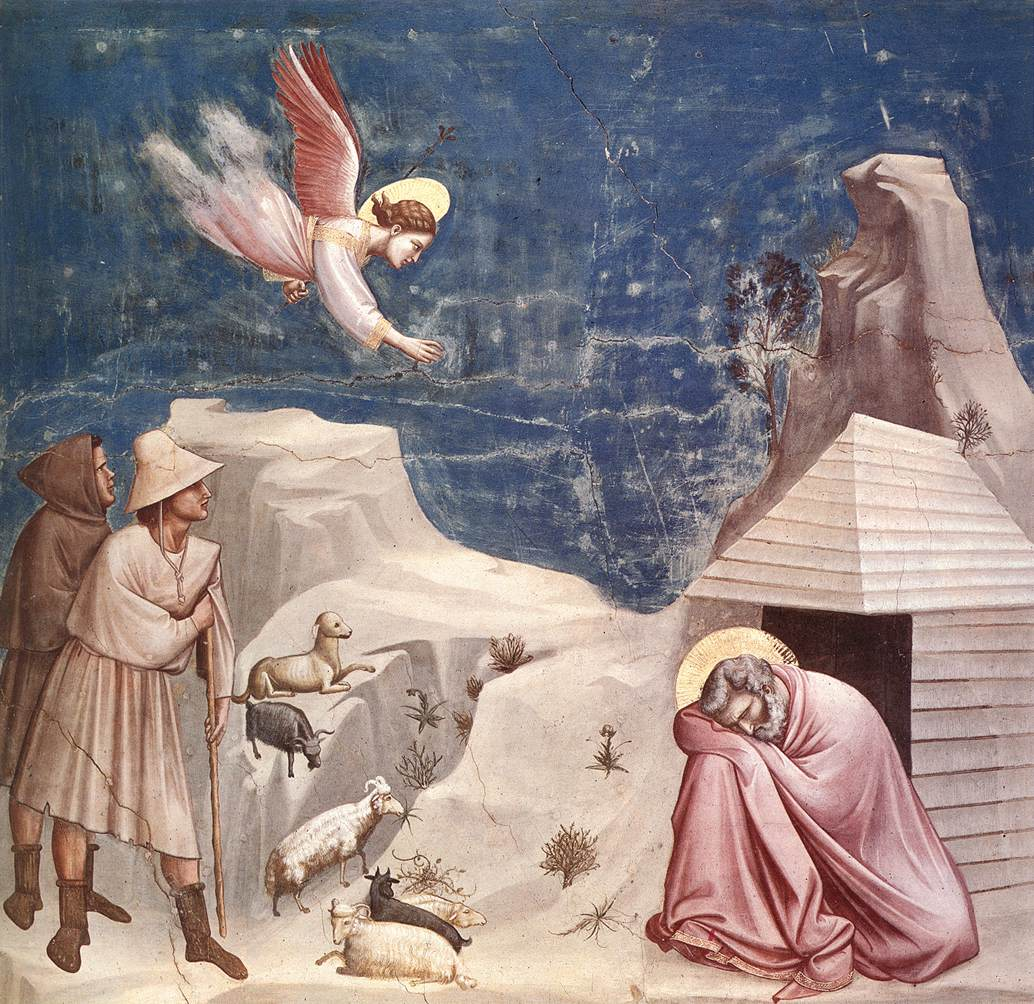
Visul Sf. Ioachim (Giotto)

Sfântul Ioachim este în tradiția creștină tatăl Fecioarei Maria și bunicul lui Isus din Nazaret.

## Cult
După o veche tradiție atestată încă din secolul al II-lea, Ioachim și Ana erau părinții Sfintei Maria. În Noul Testament, părinții Sf. Maria nu sunt amintiți. Cultul Sf. Ana exista în Răsărit în secolul al VI-lea și s-a răspândit în Occident în secolul al X-lea. Cultul Sf. Ioachim este de dată mai recentă (sec. XVI).
Biserica Sfânta Ana din Ierusalim se găsește în apropierea Porții Leilor și a Lacului Bethesda, pentru că se presupune ca Ana și Ioachim ar fi locuit aici. Biserica a fost construită în anul 1142, din inițiativa văduvei Avda a lui Balduin I al Ierusalimului (1100-1118).

## Sărbători
- în calendarul romano-catolic: 26 iulie, împreună cu sfânta Ana
- în calendarul ortodox: 9 septembrie, împreună cu sfânta Ana
- în calendarul greco-catolic: 9 septembrie, împreună cu sfânta Ana